# Борисівка (Льговський район)
Борисівка (рос. Борисовка) — село в Льговському районі Курської області Російської Федерації.
Населення становить 189 осіб. Входить до складу муніципального утворення Городенська сільрада.

## Історія
Населений пункт розташований на території українського етнічного та культурного краю Східна Слобожанщина.
Від 2004 року входить до складу муніципального утворення Городенська сільрада.

## Населення
| 2002 | 2010 |
| ---- | ---- |
| 293  | ↘189 |